# Takhtajaniantha
Takhtajaniantha là một chi thực vật có hoa trong họ Cúc (Asteraceae).

## Loài
Chi Takhtajaniantha gồm các loài: